# فرانک چیرکینیان
فرانک چیرکینیان (ارمنی: [] Error: {{Lang}}: فاقد متن (راهنما); انگلیسی: Frank Chirkinian; زاده ۳ ژوئن ۱۹۲۶ – درگذشته ۴ مارس ۲۰۱۱) تهیه‌کننده و کارگردان تلویزیونی برنامه‌های ورزشی ارمنی‌تبار اهل ایالات متحده آمریکا بود.

## گزیده فیلمشناسی
از فیلم‌ها یا برنامه‌های تلویزیونی که وی در آن نقش داشته‌است می‌توان به جام کوچک در نقش خودش به کارگردانی کوین کاستنر اشاره کرد.

## درگذشت
در خانه خویش در فلوریدا بر اثر ابتلا به سرطان ریه درگذشت

## جوایز
چیرکینیان در طول زندگی هنری خویش موفق شد در چهار بار برنده جایزه امی و دو بار برنده جایزه پیبادی شود. وی همچنین در تاریخ ۹ مه ۲۰۱۱ به تالار مشاهیر جهانی گلف راه یافت.